# Географічна ізоляція
Географічна ізоляція — це просторова, територіальна, кліматична ізоляція, коли внаслідок географічних перешкод припиняється міграція (потік генів) і панміксія. Як географічні перешкоди можуть виступати океанічні і морські протоки, річки для сухопутних організмів і суша — для водних. 
Ефективність океанічних і морських проток як географічних перешкод відома давно. Так, А. Р. Уоллес виявив значні відмінності між островами Балі і Ломбок по біоті: протока між ними відокремлює орієнтальну фауну від австралійської. Дарвін вивчав результати просторової ізоляції на Галапагоських островах. Великі річки часто виступають як географічні перепони для сухопутних організмів. Так, Дніпро є межею ареалів двох видів ховрахів: на правому березі мешкає крапчастий, а на лівому — сірий. 
Для донних морських організмів (бентосу) непереборною перешкодою є великі океанічні простори і великі океанічні хребти. Для абісальних тварин непереборною перешкодою є неглибокі ділянки моря. Суша виступає як непереборна перешкода для риб і водних безхребетних. Панамський перешийок сформувався 2—5 млн років тому, коли відбулося зближення Північної та Південної Америк. Після утворення перешийка, перш ніж єдині популяції почали дивергувати, із загальної іхтіофауни сформувалися атлантична і тихоокеанська. З досліджених 1200 видів риб тільки 6% зустрічаються по обидва боки перешийка, а решта — відрізняються. 
Вододіл Уральського хребта розмежовує ареали тритонів: до Уральських гір зустрічається європейський тритон, за Уралом — живе сибірський тритон. Як ізолюючого фактора можуть виступати кліматичні перепони. Так, заєць-біляк має ареал в лісовій зоні, а заєць-русак — у степовій.

## Ресурси Інтернета
- Для видообразования не нужны барьеры [Архівовано 29 квітня 2012 у Wayback Machine.]